# Lijst van Stolpersteine in Eindhoven

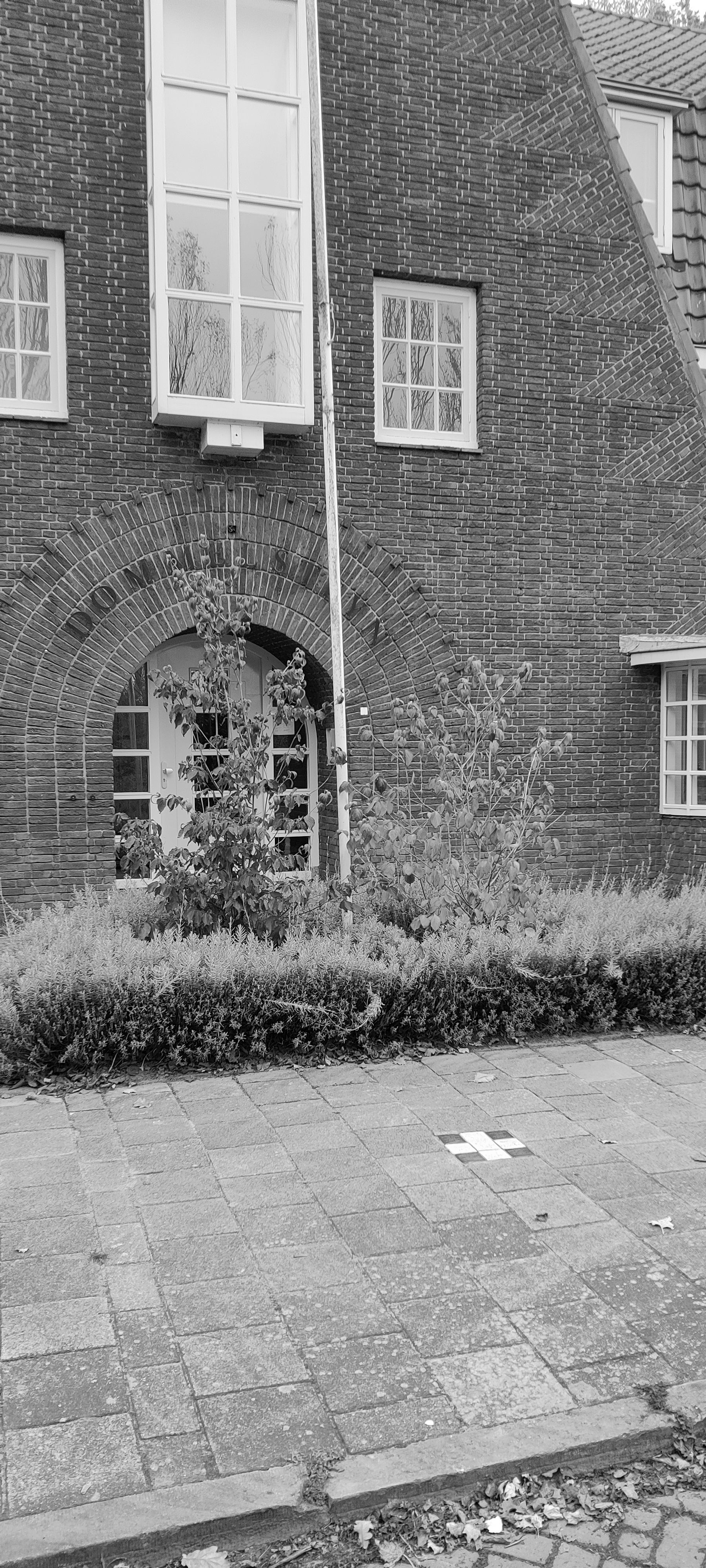
Stolpersteine in Eindhoven op Jonckbloetlaan 13 voor Werner Moritz Abraham, Werner Berger, Schaiya Oskar Rosenberg en Fritz Tannenwald

De lijst van Stolpersteine in Eindhoven geeft een overzicht van de gedenkstenen die in de gemeente Eindhoven in de Nederlandse provincie Noord-Brabant zijn geplaatst in het kader van het Stolpersteine-project van de Duitse beeldhouwer-kunstenaar Gunter Demnig.
Stolpersteine zijn opgedragen aan slachtoffers van het nationaalsocialisme, al diegenen die zijn vervolgd, gedeporteerd, vermoord, gedwongen te emigreren of tot zelfmoord gedreven door het nazi-regime. Demnig legt voor elk slachtoffer een aparte steen, meestal voor de laatste zelfgekozen woning.
Omdat het Stolpersteine-project doorloopt, kan deze lijst onvolledig zijn.

## Stolpersteine
In de gemeente Eindhoven liggen 275 Stolpersteine op 107 adressen.

### Eindhoven
| Afbeelding | Inscriptie | Adres                                         | Herdachte persoon                                                                                            |
| ---------- | --- | --------------------------------------------- | --- |
|            | HIER WOONDE WERNER MORITZ ABRHAM GEB. 1924 GEDEPORTEERD 1942 AUSCHWITZ VERMOORD 25.1.1943                            | Jonckbloetlaan 13 Kaart (OSM)                 | Werner Moritz Abraham (1924-1943)                                                                            |
|            | HIER WOONDE ELISABETH ANDRIESSE GEB. 1917 GEDEPORTEERD 1942 AUSCHWITZ VERMOORD 30.9.1942                             | Gestelsestraat 58 Kaart (OSM)                 | Elisabeth Andriesse (1917-1942)                                                                              |
|            | HIER WOONDE ELISABETH CATHARINA ANDRIESSE GEB. 1924 GEDEPORTEERD 1943 AUSCHWITZ VERMOORD 27.8.1943                   | Staringstraat 9 Kaart (OSM)                   | Elisabeth Catharina Andriesse (1924-1943)                                                                    |
|            | HIER WOONDE JOSEF ANDRIESSE GEB. 1911 GEDEPORTEERD 1942 AUSCHWITZ VERMOORD 28.2.1943                                 | Kruisstraat 27a Kaart (OSM)                   | Josef Andriesse (1911-1943)                                                                                  |
|            | HIER WOONDE JOSEPH ANDRIESSE GEB. 1880 GEDEPORTEERD 1943 SOBIBOR VERMOORD 14.5.1943                                  | Staringstraat 9 Kaart (OSM)                   | Joseph Andriesse (1880-1943)                                                                                 |
|            | HIER WOONDE MOZES ANDRIESSE GEB. 1878 GEDEPORTEERD 1942 AUSCHWITZ VERMOORD 23.11.1942                                | Kleine Berg 19 Kaart (OSM)                    | Mozes Andriesse (1878-1942)                                                                                  |
|            | HIER WOONDE NATHAN ANDRIESSE GEB. 1909 GEDEPORTEERD 1943 AUSCHWITZ VERMOORD 31.1.1944                                | Nicolaas Beetsstraat 1 Kaart (OSM)            | Nathan Andriesse (1909-1944)                                                                                 |
|            | HIER WOONDE NICO ANDRIESSE GEB. 1919 GEDEPORTEERD 1942 AUSCHWITZ VERMOORD 31.12.1942                                 | Gestelsestraat 58 Kaart (OSM)                 | Nico Andriesse (1919-1942)                                                                                   |
|            | HIER WOONDE NICO ANDRIESSE GEB. 1914 GEDEPORTEERD 1942 AUSCHWITZ VERMOORD 28.2.1943 TIJDENS TRANSPORT                | Hoogstraat 47a Kaart (OSM)                    | Nico Andriesse (1914-1943)                                                                                   |
|            | HIER WOONDE SALOMON ANDRIESSE GEB. 1887 GEDEPORTEERD 1943 SOBIBOR VERMOORD 14.5.1943                                 | Gestelsestraat 58 Kaart (OSM)                 | Salomon Andriesse (1887-1943)                                                                                |
|            | HIER WOONDE HENRIETTE ANDRIESSE- ANDRIESSE GEB. 1889 GEDEPORTEERD 1943 SOBIBOR VERMOORD 14.5.1943                    | Staringstraat 9 Kaart (OSM)                   | Henriette Andriesse-Andriesse (1889-1943)                                                                    |
|            | HIER WOONDE ROSA ANDRIESSE- ANDRIESSE GEB. 1886 GEDEPORTEERD 1943 SOBIBOR VERMOORD 14.5.1943                         | Gestelsestraat 58 Kaart (OSM)                 | Rosa Andriesse-Andriesse (1886-1943)                                                                         |
|            | HIER WOONDE CLARA ANDRIESSE- HAAGENS GEB. 1916 GEDEPORTEERD 1943 AUSCHWITZ VERMOORD 31.1.1944                        | Nicolaas Beetsstraat 1 Kaart (OSM)            | Clara Andriesse-Haagens (1909-1944)                                                                          |
|            | HIER WOONDE RACHEL ANDRIESSE- ZILVERBERG GEB. 1917 GEDEPORTEERD 1942 AUSCHWITZ VERMOORD 15.10.1942                   | Kruisstraat 27a Kaart (OSM)                   | Rachel Andriesse-Zilverberg (1917-1942)                                                                      |
|            | HIER WOONDE DANIEL BANFI GEB. 1907 GEDEPORTEERD 1942 AUSCHWITZ VERMOORD 31.1.1943                                    | Binnewiertzstraat 25 Kaart (OSM)              | Daniel Banfi (1907-1943)                                                                                     |
|            | HIER WOONDE EUGEN BENJAMIN GEB. 1900 GEDEPORTEERD 1942 AUSCHWITZ VERMOORD 31.3.1944                                  | Sint Rochusstraat 33 Kaart (OSM)              | Eugen Benjamin (1900-1944)                                                                                   |
|            | HIER WOONDE ILSE BENJAMIN GEB. 1927 GEDEPORTEERD 1942 AUSCHWITZ VERMOORD 3.9.1942                                    | Sint Rochusstraat 33 Kaart (OSM)              | Ilse Benjamin (1927-1944)                                                                                    |
|            | HIER WOONDE SOFIE BENJAMIN- HEIJMANN GEB. 1897 GEDEPORTEERD 1942 AUSCHWITZ VERMOORD 3.9.1942                         | Sint Rochusstraat 33 Kaart (OSM)              | Sofie Benjamin-Heymann (1897-1942)                                                                           |
|            | HIER LEEFDE RACHEL BERGER GEB. 1898 DEPORTATIE 14-3-1944 VERMOORD IN AUSCHWITZ                                       | Boschdijk 771 Kaart (OSM)                     | Rachel Berger (1898-1944)                                                                                    |
|            | HIER WOONDE WERNER BERGER GEB. 1922 GEDEPORTEERD 1942 AUSCHWITZ VERMOORD 30.9.1942                                   | Jonckbloetlaan 13 Kaart (OSM)                 | Werner Berger (1922-1942)                                                                                    |
|            | HIER WOONDE MARIANNE BERNHEIM GEB. 1926 GEDEPORTEERD 1942 AUSCHWITZ VERMOORD 3.9.1942                                | Kruisstraat 10c Kaart (OSM)                   | Marianna Bernheim (1926-1942)                                                                                |
|            | HIER WOONDE HEINRICH BETTELHEIM GEB. 1924 GEDEPORTEERD 1943 AUSCHWITZ VERMOORD 28.2.1943                             | Nicolaas Beetsstraat 19 Kaart (OSM)           | Heinrich Bettelheim (1924-1943)                                                                              |
|            | HIER WOONDE ANTONIA BETTELHEIM- KREITER GEB. 1903 GEDEPORTEERD 1942 AUSCHWITZ VERMOORD 3.12.1942                     | Nicolaas Beetsstraat 19 Kaart (OSM)           | Antonia Bettelheim-Kreiter (1903-1942)                                                                       |
|            | HIER WOONDE MAURITS BIERMAN GEB. 1907 GEDEPORTEERD 1942 AUSCHWITZ VERMOORD 31.3.1944                                 | Frederika van Pruisenweg 50 Kaart (OSM)       | Maurits Bierman (1907-1944)                                                                                  |
|            | HIER LEEFDE ABRAHAM BLEEKRODE GEB. 1891 DEPORTATIE 14-3-1944 VERMOORD IN AUSCHWITZ                                   | Boschdijk 771 Kaart (OSM)                     | Abraham Bleekrode (1891-1944)                                                                                |
|            | HIER WOONDE MEIJER BLOMHOFF GEB. 1901 GEDEPORTEERD 1942 AUSCHWITZ VERMOORD 28.2.1943                                 | Sint Catharinastraat 60 Kaart (OSM)           | Meijer Blomhoff (1901-1943)                                                                                  |
|            | HIER WOONDE MARIANNE BOBBE- LOOTSTEEN GEB. 1907 GEDEPORTEERD 1944 AUSCHWITZ TIJDENS DODENMARS VERMOORD 8.5.1945      | Frederika van Pruisenweg 3 Kaart (OSM)        | Marianne Bobbe-Lootsteen (1907-1945)                                                                         |
|            | HIER WOONDE AGATHE BOCK GEB. 1920 GEDEPORTEERD 1942 AUSCHWITZ VERMOORD 23.11.1942                                    | Willem de Zwijgerstraat 79 Kaart (OSM)        | Agathe Bock (1920-1942) Zie ook de Stolperstein voor Agathe (Agatha) Bock in Land van Cuijk (Oeffelt)        |
|            | HIER WOONDE ANTJE VAN BOELE GEB. 1875 GEDEPORTEERD 1944 AUSCHWITZ VERMOORD 6.9.1944                                  | Boschdijk 35 Kaart (OSM)                      | Antje van Boele (1875-1944)                                                                                  |
|            | HIER WOONDE BENJAMIN VAN BOELE GEB. 1909 GEDEPORTEERD 1943 AUSCHWITZ VERMOORD 31.1.1944                              | Stratumseind 14 Kaart (OSM)                   | Benjamin van Boele (1909-1944)                                                                               |
|            | HIER WOONDE ESTER VAN BOELE GEB. 1871 GEDEPORTEERD 1944 AUSCHWITZ VERMOORD 6.9.1944                                  | Boschdijk 35 Kaart (OSM)                      | Ester van Boele (1871-1944)                                                                                  |
|            | HIER WOONDE MEIJER VAN BOELE GEB. 1877 GEDEPORTEERD 1943 AUSCHWITZ VERMOORD 31.1.1944                                | Stratumseind 14 Kaart (OSM)                   | Meijer van Boele (1877-1944)                                                                                 |
|            | HIER WOONDE SIMON VAN BOELE GEB. 1913 GEDEPORTEERD 1943 AUSCHWITZ VERMOORD 31.1.1944                                 | Stratumseind 14 Kaart (OSM)                   | Simon van Boele (1913-1944)                                                                                  |
|            | HIER WOONDE ROSA BLOMHOFF- DE JONGH GEB. 1876 GEDEPORTEERD 1943 SOBIBOR VERMOORD 16.7.1943                           | Stratumseind 14 Kaart (OSM)                   | Rosa Blomhoff-de Jongh (1876-1943)                                                                           |
|            | HIER LEEFDE KLARA BONT GEB. 1905 DEPORTATIE 14-3-1944 VERMOORD IN AUSCHWITZ                                          | Boschdijk 771 Kaart (OSM)                     | Klara Bont (1905-1944)                                                                                       |
|            | HIER WOONDE MAURICE CAHN GEB. 1923 GEDEPORTEERD 1944 AUSCHWITZ VERMOORD 31.10.1944                                   | Smalle Haven 8 Kaart (OSM)                    | Maurice Cahn (1923-1944)                                                                                     |
|            | HIER WOONDE EMMA CAHN- VAN DAM GEB. 1897 GEDEPORTEERD 1944 AUSCHWITZ VERMOORD 31.12.1944                             | Smalle Haven 8 Kaart (OSM)                    | Emma Cahn-van Dam (1897-1944)                                                                                |
|            | HIER WOONDE BETJE CANEEL GEB. 1882 GEDEPORTEERD 1943 SOBIBOR VERMOORD 16.4.1943                                      | Pioenroosstraat 11 Kaart (OSM)                | Betje Caneel (1882-1943)                                                                                     |
|            | HIER WOONDE ESTHER CANEEL- JESAIJES GEB. 1884 GEDEPORTEERD 1943 AUSCHWITZ VERMOORD JULI 1944                         | Geraniumstraat 3 Kaart (OSM)                  | Esther Caneel-Jesaijes (1884-1944)                                                                           |
|            | HIER LEEFDE SARA CARDOZO-BAK GEB. 1888 DEPORTATIE 14-3-1944 VERMOORD IN AUSCHWITZ                                    | Boschdijk 771 Kaart (OSM)                     | Sara Cardozo-Bak (1888-1944)                                                                                 |
|            | HIER WOONDE ALEXANDER CATS GEB. 1905 GEDEPORTEERD 1942 MAUTHAUSEN VERMOORD 9.7.1942                                  | Centauriestraat 63 Kaart (OSM)                | Alexander Cats (1905-1942)                                                                                   |
|            | HIER LEEFDE SARAH CHASIN GEB. 1901 DEPORTATIE 14-3-1944 VERMOORD IN AUSCHWITZ                                        | Boschdijk 771 Kaart (OSM)                     | Sarah Chasin (1901-1944)                                                                                     |
|            | HIER WOONDE FRANZISKA EMILE COHEN GEB. 1914 GEDEPORTEERD 1942 AUSCHWITZ VERMOORD 10.9.1942                           | Albertina van Nassaustraat 21 Kaart (OSM)     | Franziska Emile Cohen (1914-1942)                                                                            |
|            | HIER WOONDE LOUISA EVA COHEN GEB. 1872 GEDEPORTEERD 1943 AUSCHWITZ VERMOORD 12.2.1943                                | Nieuwe Emmasingel 9 Kaart (OSM)               | Louisa Eva Cohen (1872-1943)                                                                                 |
|            | HIER WOONDE REZIA COHEN- ISRAËLS GEB. 1888 GEDEPORTEERD 1942 AUSCHWITZ VERMOORD 10.9.1942                            | Albertina van Nassaustraat 21 Kaart (OSM)     | Rezia Cohen-Israëls (1888-1942)                                                                              |
|            | HIER WOONDE JETTA COHEN- KAN GEB. 1888 GEINTERNEERD 1943 VUGHT OVERLEDEN 31.10.1943                                  | Willem de Zwijgerstraat 44 Kaart (OSM)        | Jetta Cohen-Kan (1888-1943)                                                                                  |
|            | HIER WOONDE MAX RUDOLF COHN GEB. 1903 GEDEPORTEERD 1942 AUSCHWITZ VERMOORD 31.3.1944                                 | Mauritsstraat 42 Kaart (OSM)                  | Max Rudolf Cohn (1903-1944)                                                                                  |
|            | HIER WOONDE EMMA COHN-FUCHS GEB. 1880 GEDEPORTEERD 1943 AUSCHWITZ VERMOORD 10.9.1943                                 | Mauritsstraat 42 Kaart (OSM)                  | Emma Cohn-Fuchs (1880-1943)                                                                                  |
|            | HIER WOONDE MARTA COHN- SERVOS GEB. 1909 GEDEPORTEERD 1942 AUSCHWITZ VERMOORD 3.9.1942                               | Mauritsstraat 42 Kaart (OSM)                  | Marta Cohn-Servos (1909-1942)                                                                                |
|            | HIER LEEFDE EDGAR ALVARES CORREA GEB. 1880 DEPORTATIE 14-3-1944 VERMOORD IN AUSCHWITZ                                | Boschdijk 771 Kaart (OSM)                     | Edgard Alvares Correa (1880-1944)                                                                            |
|            | HIER WOONDE DAVID SALOMON COSTER GEB. 1927 GEDEPORTEERD 1942 AUSCHWITZ VERMOORD 22.10.1942                           | Tulpstraat 31 (nu Dopheide 26) Kaart (OSM)    | David Salomon Coster (1927-1942)                                                                             |
|            | HIER WOONDE JULIUS COSTER GEB. 1930 GEDEPORTEERD 1942 AUSCHWITZ VERMOORD 22.10.1942                                  | Tulpstraat 31 (nu Dopheide 26) Kaart (OSM)    | Julius Coster (1930-1942)                                                                                    |
|            | HIER WOONDE LOUIS COSTER GEB. 1900 GEDEPORTEERD 1942 AUSCHWITZ VERMOORD 28.2.1943                                    | Tulpstraat 31 (nu Dopheide 26) Kaart (OSM)    | Louis Coster (1900-1943)                                                                                     |
|            | HIER WOONDE MEYER DAVID COSTER GEB. 1926 GEDEPORTEERD 1942 AUSCHWITZ VERMOORD 28.2.1943                              | Tulpstraat 31 (nu Dopheide 26) Kaart (OSM)    | Meyer David Coster (1926-1943)                                                                               |
|            | HIER WOONDE PHILIP COSTER GEB. 1928 GEDEPORTEERD 1942 AUSCHWITZ VERMOORD 22.10.1942                                  | Tulpstraat 31 (nu Dopheide 26) Kaart (OSM)    | Philip Coster (1928-1942)                                                                                    |
|            | HIER WOONDE SALOMON COSTER GEB. 1932 GEDEPORTEERD 1942 AUSCHWITZ VERMOORD 22.10.1942                                 | Tulpstraat 31 (nu Dopheide 26) Kaart (OSM)    | Salomon Coster (1932-1942)                                                                                   |
|            | HIER WOONDE SAMUËL COSTER GEB. 1923 GEDEPORTEERD 1942 AUSCHWITZ VERMOORD 28.2.1943                                   | Tulpstraat 31 (nu Dopheide 26) Kaart (OSM)    | Samuël Coster (1923-1943)                                                                                    |
|            | HIER WOONDE SARA COSTER-NORT GEB. 1903 GEDEPORTEERD 1942 AUSCHWITZ VERMOORD 22.10.1942                               | Tulpstraat 31 (nu Dopheide 26) Kaart (OSM)    | Sara Coster-Nort (1903-1942)                                                                                 |
|            | HIER WOONDE WOLF CULP GEB. 1908 GEDEPORTEERD 1944 AUSCHWITZ VERMOORD 30.9.1944                                       | Guido Gezellestraat 33 Kaart (OSM)            | Wolf Culp (1908-1944)                                                                                        |
|            | HIER WOONDE FLORA CULP- VELLEMAN GEB. 1907 GEDEPORTEERD 1944 AUSCHWITZ VERMOORD 30.9.1944                            | Guido Gezellestraat 33 Kaart (OSM)            | Flora Culp-Velleman (1907-1944)                                                                              |
|            | HIER WOONDE MEIJER VAN DAM GEB. 1905 GEDEPORTEERD 1942 AUSCHWITZ VERMOORD 31.3.1944                                  | Prins Hendrikstraat 35 Kaart (OSM)            | Meijer van Dam (1905-1944)                                                                                   |
|            | HIER WOONDE SALOMON VAN DAM GEB. 1879 GEDEPORTEERD 1943 SOBIBOR VERMOORD 16.4.1943                                   | Amalia van Anhaltstraat 28 Kaart (OSM)        | Salomon van Dam (1879-1943)                                                                                  |
|            | HIER WOONDE STEFAN VAN DAM GEB. 1935 GEDEPORTEERD 1943 AUSCHWITZ VERMOORD 10.9.1943                                  | Prins Hendrikstraat 35 Kaart (OSM)            | Stefan van Dam (1935-1943)                                                                                   |
|            | HIER WOONDE ESTELLA VAN DAM- DE HAAS GEB. 1877 GEDEPORTEERD 1943 AUSCHWITZ VERMOORD 16.4.1943                        | Amalia van Anhaltstraat 28 Kaart (OSM)        | Estella van Dam-De Haas (1877-1943)                                                                          |
|            | HIER WOONDE PAULINE VAN DAM- DE WINTER GEB. 1902 GEDEPORTEERD 1943 AUSCHWITZ VERMOORD 12.2.1943                      | Prins Hendrikstraat 35 Kaart (OSM)            | Pauline van Dam-de Winter (1902-1943)                                                                        |
|            | HIER LEEFDE SAARTJE DOTSCH- VAN DER WOUDE GEB. 1888 DEPORTATIE 14-3-1944 VERMOORD IN AUSCHWITZ                       | Boschdijk 771 Kaart (OSM)                     | Saartje Dotsch-van der Woude (1888-1944)                                                                     |
|            | HIER WOONDE HORST EICHENWALD GEB. 1932 GEDEPORTEERD 1943 SOBIBOR VERMOORD 11.6.1943                                  | Sint Rochusstraat 33 Kaart (OSM)              | Horst Eichenwald (1932-1943) Zie ook de Stolperstein voor Horst Eichenwald in Tilburg                        |
|            | HIER WOONDE WALTER EICHENWALD GEB. 1900 GEDEPORTEERD 1943 SOBIBOR VERMOORD 2.7.1943                                  | Kettingstraat 22 Kaart (OSM)                  | Walter Eichenwald (1900-1943)                                                                                |
|            | HIER WOONDE AALTJE EKSTEIN GEB. 1927 GEDEPORTEERD 1942 AUSCHWITZ VERMOORD 23.11.1942                                 | Tongelresestraat 118 Kaart (OSM)              | Aaltje Ekstein (1927-1942)                                                                                   |
|            | HIER WOONDE ESTHER EKSTEIN GEB. 1928 GEDEPORTEERD 1942 AUSCHWITZ VERMOORD 23.11.1942                                 | Tongelresestraat 118 Kaart (OSM)              | Esther Ekstein (1928-1942)                                                                                   |
|            | HIER WOONDE HARTOG EKSTEIN GEB. 1931 GEDEPORTEERD 1942 AUSCHWITZ VERMOORD 23.11.1942                                 | Tongelresestraat 118 Kaart (OSM)              | Hartog Ekstein (1931-1942)                                                                                   |
|            | HIER WOONDE LEVIE EKSTEIN GEB. 1932 GEDEPORTEERD 1942 AUSCHWITZ VERMOORD 23.11.1942                                  | Tongelresestraat 118 Kaart (OSM)              | Levie Ekstein (1932-1942)                                                                                    |
|            | HIER WOONDE ROSA EKSTEIN- SLEUTELBERG GEB. 1905 GEDEPORTEERD 1942 AUSCHWITZ VERMOORD 23.11.1942                      | Tongelresestraat 118 Kaart (OSM)              | Rosa Ekstein-Sleutelberg (1905-1942)                                                                         |
|            | HIER WOONDE HEINZ RUDOLF FERBER GEB. 1923 GEDEPORTEERD 1944 AUSCHWITZ VERMOORD 9.5.1945 TIJDENS DODENMARS            | Hugo Verrieststraat 14 Kaart (OSM)            | Heinz Rudolf Ferber (1923-1945)                                                                              |
|            | HIER LEEFDE ALICE FLEICHER- SACHS GEB. 1893 DEPORTATIE 14-3-1944 VERMOORD IN AUSCHWITZ                               | Boschdijk 771 Kaart (OSM)                     | Alice Fleischer-Sachs (1893-1944)                                                                            |
|            | HIER WOONDE EDUART FRANK GEB. 1896 GEDEPORTEERD 1944 KDO LANGENBIELAU VERMOORD 27.3.1945                             | Hugo Verrieststraat 14 Kaart (OSM)            | Eduart Frank (1896-1945)                                                                                     |
|            | HIER WOONDE ENNY FRANK GEB. 1923 GEÏNTERNEERD 20-8-1943 GEDEPORTEERD 3-6-1944 UIT VUGHT AUSCHWITZ DODENMARS BEVRIJD  | Hugo Verrieststraat 14 Kaart (OSM)            | Enny Frank (1923-?)                                                                                          |
|            | HIER LEEFDE HENRIËTTE FRANK GEB. 1906 DEPORTATIE 14-3-1944 VERMOORD IN AUSCHWITZ                                     | Boschdijk 771 Kaart (OSM)                     | Henriëtte Frank (1906-1944)                                                                                  |
|            | HIER LEEFDE SALOMON FRANK GEB. 1876 DEPORTATIE 14-3-1944 VERMOORD IN AUSCHWITZ                                       | Boschdijk 771 Kaart (OSM)                     | Salomon Frank (1876-1944)                                                                                    |
|            | HIER WOONDE TINE FRANK GEB. 1926 GEDEPORTEERD 1944 AUSCHWITZ VERMOORD 29.4.1945 TIJDENS DODENMARS                    | Hugo Verrieststraat 14 Kaart (OSM)            | Tine Frank (1926-1945)                                                                                       |
|            | HIER LEEFDE ROSA FRANKENHUIS- FRANKENHUIS GEB. 1879 DEPORTATIE 14-3-1944 VERMOORD IN AUSCHWITZ                       | Boschdijk 771 Kaart (OSM)                     | Rosa Frankenhuis-Frankenhuis (1879-1944)                                                                     |
|            | HIER WOONDE EPPO GANS GEB. 1923 GEDEPORTEERD 1944 NEUENGAMME VERMOORD 26.2.1945                                      | Aalsterweg 125 Kaart (OSM)                    | Eppo Gans (1923-1945)                                                                                        |
|            | HIER WOONDE GERARD GANS GEB. 1919 GEDEPORTEERD 1943 SOBIBOR VERMOORD 9.4.1943                                        | Aalsterweg 125 Kaart (OSM)                    | Gerard Gans (1919-1943)                                                                                      |
|            | HIER LEEFDE ROSELINE GAZAN GEB. 1868 DEPORTATIE 14-3-1944 VERMOORD IN AUSCHWITZ                                      | Boschdijk 771 Kaart (OSM)                     | Roseline Gazan (1868-1944)                                                                                   |
|            | HIER WOONDE BENJAMIN VAN GELDER GEB. 1911 GEDEPORTEERD 1944 KDO WÜSTEGIERSDORF VERMOORD 1.5.1945                     | Aalsterweg 123 Kaart (OSM)                    | Benjamin van Gelder (1911-1945)                                                                              |
|            | HIER WOONDE ESTHER VAN GELDER- MONTANHES GEB. 1913 GEDEPORTEERD 1944 AUSCHWITZ OVERLEDEN AAN DE GEVOLGEN 3.8.1945    | Aalsterweg 123 Kaart (OSM)                    | Esther van Gelder-Montanhes (1913-1945)                                                                      |
|            | HIER WOONDE FRANCISCA VAN GELDEREN- ROSENBERG GEB. 1888 GEDEPORTEERD 1943 SOBIBOR VERMOORD 28.5.1943                 | Fuutlaan 39 Kaart (OSM)                       | Benjamin van Gelder (1888-1943)                                                                              |
|            | HIER WOONDE BENJAMIN GERSON GEB. 1876 GEDEPORTEERD 1943 SOBIBOR VERMOORD 21.5.1943                                   | Hoefkestraat 21 Kaart (OSM)                   | Benjamin Gerson (1876-1943)                                                                                  |
|            | HIER WOONDE EMMA GERSON- MAIJER GEB. 1874 GEDEPORTEERD 1943 SOBIBOR VERMOORD 21.5.1943                               | Hoefkestraat 21 Kaart (OSM)                   | Emma Gerson-Maijer (1874-1943)                                                                               |
|            | HIER WOONDE EVALINE GOEDHART GEB. 1923 GEDEPORTEERD 1943 AUSCHWITZ VERMOORD 31.1.1944                                | Binnenwiertzstraat 33 Kaart (OSM)             | Evaline Goedhart (1923-1944)                                                                                 |
|            | HIER WOONDE BERNARD GOEDHART GEB. 1890 GEDEPORTEERD 1943 AUSCHWITZ VERMOORD 31.1.1944                                | Binnenwiertzstraat 33 Kaart (OSM)             | Bernard Goedhart (1890-1944)                                                                                 |
|            | HIER WOONDE SELINE FREDERIKA GOEDHART-COHEN GEB. 1891 GEDEPORTEERD 1943 AUSCHWITZ VERMOORD 31.1.1944                 | Binnenwiertzstraat 33 Kaart (OSM)             | Seline Frederika Goedhart-Cohen (1891-1944)                                                                  |
|            | HIER WOONDE JACOB GOUDSMIT GEB. 1889 GEDEPORTEERD 1943 SOBIBOR VERMOORD 9.4.1943                                     | Prins Hendrikstraat 46 Kaart (OSM)            | Jacob Goudsmit (1889-1943)                                                                                   |
|            | HIER WOONDE LEENDERT GOUDSMIT GEB. 1914 GEDEPORTEERD 1944 AUSCHWITZ VERMOORD 23.2.1945 TIJDENS DODENMARS             | Hugo Verrieststraat 14 Kaart (OSM)            | Leendert Goudsmit (1914-1945)                                                                                |
|            | HIER WOONDE MARIANNE GOUDSMIT- STODEL GEB. 1888 GEDEPORTEERD 1943 SOBIBOR VERMOORD 9.4.1943                          | Prins Hendrikstraat 46 Kaart (OSM)            | Marianne Goudsmit-Stodel (1888-1943)                                                                         |
|            | HIER WOONDE HARTOG ANDRÉ GROENEWOUDT GEB. 1923 GEDEPORTEERD 1943 AUSCHWITZ VERMOORD 29.2.1944 TIJDENS TRANSPORT      | Helmerslaan 15 Kaart (OSM)                    | Hartog André Groenewoudt (1923-1944)                                                                         |
|            | HIER WOONDE HARTOG ANDRIES GROENEWOUDT GEB. 1865 GEDEPORTEERD 1942 AUSCHWITZ VERMOORD 27.11.1942                     | Nieuwe Emmasingel 9 Kaart (OSM)               | Hartog Andries Groenewoudt (1872-1942) Zie ook de Stolperstein voor Hartog Andries Groenewoudt in Zaltbommel |
|            | HIER WOONDE ALADAR GRÜNFELD GEB. 1894 GEDEPORTEERD 1943 SOBIBOR VERMOORD 16.4.1943                                   | Willemstraat 65 Kaart (OSM)                   | Aladar Grünfeld (1894-1943)                                                                                  |
|            | HIER WOONDE JULIUS GRÜNTHAL GEB. 1875 GEDEPORTEERD 1943 SOBIBOR VERMOORD 16.4.1943                                   | Daguerrestraat 16 Kaart (OSM)                 | Julius Grünthal (1875-1943)                                                                                  |
|            | HIER WOONDE JOSEPH VAN DER HAM GEB. 1902 GEDEPORTEERD 1942 AUSCHWITZ VERMOORD 31.3.1944                              | Akkerstraat 15 Kaart (OSM)                    | Joseph van der Ham (1902-1944)                                                                               |
|            | HIER WOONDE SALOMON VAN DER HAM GEB. 1932 GEDEPORTEERD 1942 AUSCHWITZ VERMOORD 13.11.1942                            | Akkerstraat 15 Kaart (OSM)                    | Salomon van der Ham (1932-1942)                                                                              |
|            | HIER WOONDE HENRIETTA VAN DER HAM- HIJMANS GEB. 1863 GEDEPORTEERD 1943 SOBIBOR VERMOORD 2.7.1943                     | Akkerstraat 15 Kaart (OSM)                    | Henrietta van der Ham-Hijmans (1863-1943)                                                                    |
|            | HIER WOONDE JENNIE VAN DER HAM- KOPPENS GEB. 1901 GEDEPORTEERD 1942 AUSCHWITZ VERMOORD 13.11.1942                    | Akkerstraat 15 Kaart (OSM)                    | Jennie van der Ham-Koppens (1901-1942)                                                                       |
|            | HIER WOONDE BERNARD HARTOG GEB. 1903 GEDEPORTEERD 1944 AUSCHWITZ VERMOORD 28.3.1945 TIJDENS DODENMARS                | Boerhavelaan 50 Kaart (OSM)                   | Bernard Hartog (1903-1945)                                                                                   |
|            | HIER WOONDE JOHAN HARTOG GEB. 1939 GEDEPORTEERD 1944 AUSCHWITZ VERMOORD 31.12.1944                                   | Boerhavelaan 50 Kaart (OSM)                   | Johan Hartog (1939-1944)                                                                                     |
|            | HIER WOONDE MEIJER HARTOG GEB. 1889 GEDEPORTEERD 1943 AUSCHWITZ VERMOORD 31.1.1944                                   | Rodenbachlaan 24 Kaart (OSM)                  | Meijer Hartog (1889-1944)                                                                                    |
|            | HIER WOONDE BETJE HARTOG- DE WIT GEB. 1893 GEDEPORTEERD 1943 AUSCHWITZ VERMOORD 31.1.1944                            | Rodenbachlaan 24 Kaart (OSM)                  | Betje Hartog-de Wit (1893-1944)                                                                              |
|            | HIER WOONDE GERHARD HELLER GEB. 1910 GEDEPORTEERD 1944 AUSCHWITZ VERMOORD 25.4.1945 TIJDENS DODENMARS                | Rodenbachlaan 7 Kaart (OSM)                   | Gerhard Heller (1910-1945)                                                                                   |
|            | HIER WOONDE ELLY JULIA HELLER- FRIEDMANN GEB. 1885 GEDEPORTEERD 1942 AUSCHWITZ VERMOORD 7.10.1942                    | Rodenbachlaan 7 Kaart (OSM)                   | Elly Julia Heller-Friedmann (1885-1942)                                                                      |
|            | HIER WOONDE JACOB HERTZBERGER GEB. 1872 GEDEPORTEERD 1942 AUSCHWITZ VERMOORD 23.11.1942                              | Tongelresestraat 212 Kaart (OSM)              | Jacob Hertzberger (1872-1942)                                                                                |
|            | HIER WOONDE ROSINA HERTZBERGER GEB. 1906 GEDEPORTEERD 1942 AUSCHWITZ VERMOORD 3.9.1942                               | Kruisstraat 64 Kaart (OSM)                    | Rosina Hertzberger (1906-1942)                                                                               |
|            | HIER WOONDE SALOMON HERTZBERGER GEB. 1901 GEDEPORTEERD 1942 AUSCHWITZ VERMOORD 28.2.1943                             | Kruisstraat 64 Kaart (OSM)                    | Salomon Hertzberger (1901-1943)                                                                              |
|            | HIER WOONDE CAROLIEN HERTZBERGER- VAN BOELEN GEB. 1874 GEDEPORTEERD 1942 AUSCHWITZ VERMOORD 15.10.1942               | Kruisstraat 64 Kaart (OSM)                    | Carolien Hertzberger-van_Boelen (1874-1942)                                                                  |
|            | HIER WOONDE OTTO JOSEF HESS GEB. 1892 GEDEPORTEERD 1944 AUSCHWITZ VERMOORD OKT.1944                                  | Lijsterlaan 20 Kaart (OSM)                    | Otto Josef Hess (1892-1944)                                                                                  |
|            | HIER LEEFDE EGIDIUS DE HOND GEB. 1910 DEPORTATIE 14-3-1944 AUSCHWITZ OVERLEVENDE                                     | Boschdijk 771 Kaart (OSM)                     | Egidius de Hond (1910-1963)                                                                                  |
|            | HIER LEEFDE JACOB DE HOND GEB. 1917 DEPORTATIE 14-3-1944 VERMOORD IN BUCHENWALD                                      | Boschdijk 771 Kaart (OSM)                     | Jacob de Hond (1917-1944)                                                                                    |
|            | HIER WOONDE ALEXANDER HORNEMANN GEB. 1936 GEDEPORTEERD 1944 AUSCHWITZ NEUENGAMME MEDISCHE PROEVEN VERMOORD 20.4.1945 | Staringstraat 29 Kaart (OSM)                  | Alexander Hornemann (1936-1945)                                                                              |
|            | HIER WOONDE EDUARD HORNEMANN GEB. 1933 GEDEPORTEERD 1944 AUSCHWITZ NEUENGAMME MEDISCHE PROEVEN VERMOORD 20.4.1945    | Staringstraat 29 Kaart (OSM)                  | Eduard Hornemann (1933-1945)                                                                                 |
|            | HIER WOONDE PHILIP CAREL HORNEMANN GEB. 1900 GEDEPORTEERD 1944 AUSCHWITZ VERMOORD 28.2.1945                          | Staringstraat 29 Kaart (OSM)                  | Philip Carel Hornemann (1900-1945)                                                                           |
|            | HIER WOONDE ELISABETH HORNEMANN-DOCTERS GEB. 1907 GEDEPORTEERD 1944 AUSCHWITZ VERMOORD 31.12.1944                    | Staringstraat 29 Kaart (OSM)                  | Elisabeth Hornemann-Docters (1907-1944)                                                                      |
|            | HIER WOONDE IZAAK LEVIE ITALIE GEB. 1864 GEDEPORTEERD 1943 SOBIBOR VERMOORD 23.4.1943                                | Stratumseind 14 Kaart (OSM)                   | Izaak Levie Italie (1864-1943)                                                                               |
|            | HIER WOONDE SIMON GABRIEL ITALIE GEB. 1892 GEDEPORTEERD 1942 AUSCHWITZ VERMOORD 24.10.1942                           | Dommelstraat 25 Kaart (OSM)                   | Simon Gabriel Italie (1892-1942)                                                                             |
|            | HIER WOONDE PAULINE JACOBSOHN-COHEN GEB. 1871 GEDEPORTEERD 1942 AUSCHWITZ VERMOORD 3.12.1942                         | Daguerrestraat 16 Kaart (OSM)                 | Pauline Jacobsohn-Cohn (1871-1942)                                                                           |
|            | HIER WOONDE JAKOB JAFFÉ GEB. 1875 GEINTERNEERD 1943 WESTERBORK OVERLEDEN 7.5.1943                                    | Spoorstraat 17 Kaart (OSM)                    | Jakob Jaffé (1875-1943)                                                                                      |
|            | HIER WOONDE FREDERIKA JESSEN GEB. 1901 GEDEPORTEERD 1942 AUSCHWITZ VERMOORD 3.9.1942                                 | Kruisstraat 3 Kaart (OSM)                     | Frederika Jessen (1901-1942)                                                                                 |
|            | HIER WOONDE HERTOG JESSEN GEB. 1896 GEDEPORTEERD 1942 AUSCHWITZ VERMOORD 5.12.1942                                   | Kruisstraat 3 Kaart (OSM)                     | Hertog Jessen (1896-1942)                                                                                    |
|            | HIER WOONDE JOËL JESSEN GEB. 1898 GEDEPORTEERD 1942 AUSCHWITZ VERMOORD 2.5.1945 TIJDENS DODENMARS                    | Kruisstraat 3 Kaart (OSM)                     | Joël Jessen (1898-1945)                                                                                      |
|            | HIER WOONDE ABRAHAM DE JONGH GEB. 1892 GEDEPORTEERD 1943 AUSCHWITZ VERMOORD 27.8.1943                                | Kleine Berg 63 Kaart (OSM)                    | Abraham de Jongh (1892-1943)                                                                                 |
|            | HIER WOONDE BOLEA DE JONGH GEB. 1895 GEDEPORTEERD 1943 AUSCHWITZ VERMOORD 27.8.1943                                  | Kleine Berg 63 Kaart (OSM)                    | Bolea de Jongh (1895-1943)                                                                                   |
|            | HIER WOONDE CAROLINA DE JONGH GEB. 1881 GEDEPORTEERD 1943 AUSCHWITZ VERMOORD 27.8.1943                               | Kleine Berg 63 Kaart (OSM)                    | Carolina de Jongh (1881-1943)                                                                                |
|            | HIER WOONDE MAURITS DE JONGH GEB. 1886 GEDEPORTEERD 1943 AUSCHWITZ VERMOORD 31.1.1944                                | Kleine Berg 63 Kaart (OSM)                    | Maurits de Jongh (1886-1944)                                                                                 |
|            | HIER WOONDE PHILIP DE JONGH GEB. 1894 GEDEPORTEERD 1943 AUSCHWITZ VERMOORD 27.8.1943                                 | Kleine Berg 63 Kaart (OSM)                    | Philip de Jongh (1894-1943)                                                                                  |
|            | HIER WOONDE SAMUEL DE JONGH GEB. 1879 GEDEPORTEERD 1943 SOBIBOR VERMOORD 16.7.1943                                   | Jacob Catslaan 14 Kaart (OSM)                 | Samuel de Jongh (1904-1943)                                                                                  |
|            | HIER WOONDE REGINA DE JONGH- BIEDERMANN GEB. 1881 GEDEPORTEERD 1943 SOBIBOR VERMOORD 16.7.1943                       | Jacob Catslaan 14 Kaart (OSM)                 | Regina de Jongh-Biedermann (1881-1943)                                                                       |
|            | HIER WOONDE HELENA KAN- COHEN GEB. 1858 GEDEPORTEERD 1943 SOBIBOR VERMOORD 2.4.1943                                  | Willem de Zwijgerstraat 44 Kaart (OSM)        | Helena Kan-Cohen (1858-1943)                                                                                 |
|            | HIER WOONDE HARRY NICO KHAN GEB. 1932 GEDEPORTEERD 1944 AUSCHWITZ VERMOORD 6.3.1944                                  | Pastoriestraat 87 Kaart (OSM)                 | Harry Nico Khan (1932-1944)                                                                                  |
|            | HIER WOONDE JOSEPH KHAN GEB. 1897 GEDEPORTEERD 1942 AUSCHWITZ VERMOORD 31.3.1944                                     | Pastoriestraat 87 Kaart (OSM)                 | Joseph Khan (1897-1944)                                                                                      |
|            | HIER WOONDE LOUISE SOPHIE KHAN GEB. 1935 GEDEPORTEERD 1943 SOBIBOR VERMOORD 28.5.1943                                | Pastoriestraat 87 Kaart (OSM)                 | Louise Sophie Khan (1935-1943)                                                                               |
|            | HIER WOONDE JEANNETTE KHAN- BOLLE GEB. 1900 GEDEPORTEERD 1943 SOBIBOR VERMOORD 28.5.1943                             | Pastoriestraat 87 Kaart (OSM)                 | Jeannette Khan-Bolle (1900-1943)                                                                             |
|            | HIER WOONDE CAROLINA FANNY KLEIN GEB. 1932 GEDEPORTEERD 1942 AUSCHWITZ VERMOORD 24.9.1942                            | Binnewiertzstraat 25 Kaart (OSM)              | Carolina Fanny Klein (1932-1942)                                                                             |
|            | HIER WOONDE IGNACZ KLEIN GEB. 1897 GEDEPORTEERD 1942 AUSCHWITZ VERMOORD 31.1.1943                                    | Binnewiertzstraat 25 Kaart (OSM)              | Ignacz Klein (1897-1943) Zie ook de Stolperstein voor Ignacz Klein in Valkenswaard                           |
|            | HIER WOONDE MAURITZ THEODORE KLEIN GEB. 1939 GEDEPORTEERD 1942 AUSCHWITZ VERMOORD 24.9.1942                          | Binnewiertzstraat 25 Kaart (OSM)              | Mauritz Theodore Klein (1939-1942)                                                                           |
|            | HIER WOONDE MÖR KLEIN GEB. 1926 GEDEPORTEERD 1942 AUSCHWITZ VERMOORD 31.1.1943                                       | Binnewiertzstraat 25 Kaart (OSM)              | Mör Klein (1926-1943)                                                                                        |
|            | HIER WOONDE JULIA KLEIN- SILVERENBERG GEB. 1897 GEDEPORTEERD 1942 AUSCHWITZ VERMOORD 24.9.1942                       | Binnewiertzstraat 25 Kaart (OSM)              | Julia Klein-Silverenberg (1897-1942)                                                                         |
|            | HIER WOONDE RUBEN SALOMON KLEINKRAMER GEB. 1903 GEDEPORTEERD 1943 AUSCHWITZ VERMOORD 20.2.1943                       | Hertog Hendrik van Brabantplein 6 Kaart (OSM) | Ruben Salomon Kleinkramer (1903-1943)                                                                        |
|            | HIER WOONDE ELISABETH HELENA KLEINKRAMER-COHEN GEB. 1910 GEDEPORTEERD 1943 AUSCHWITZ VERMOORD 24.2.1943              | Hertog Hendrik van Brabantplein 6 Kaart (OSM) | Elisabeth Helena Kleinkramer-Cohen (1910-1943)                                                               |
|            | HIER WOONDE MOZES KLERK GEB. 1867 GEDEPORTEERD 1943 SOBIBOR VERMOORD 16.4.1943                                       | Kleine Berg 19 Kaart (OSM)                    | Mozes Klerk (1867-1943)                                                                                      |
|            | HIER WOONDE ABRAHAM SAMUEL KLEEREKOPER GEB. 1926 GEDEPORTEERD 1943 AUSCHWITZ VERMOORD 31.1.1944                      | Wilhelminaplein 23a Kaart (OSM)               | Abraham Samuel Kleerekoper (1926-1944)                                                                       |
|            | HIER WOONDE JULIUS KLEEREKOPER GEB. 1915 GEDEPORTEERD 1943 AUSCHWITZ VERMOORD 31.1.1944                              | Wilhelminaplein 23a Kaart (OSM)               | Julius Kleerekoper (1915-1944)                                                                               |
|            | HIER WOONDE ALEXANDER SAMUEL KLEIN GEB. 1868 GEDEPORTEERD 1943 SOBIBOR VERMOORD 16.4.1943                            | Prins Hendrikstraat 32 Kaart (OSM)            | Alexander Samuel Klein (1868-1943)                                                                           |
|            | HIER WOONDE BENJAMIN MOZES KLEIN GEB. 1905 GEDEPORTEERD 1942 AUSCHWITZ VERMOORD 28.2.1943                            | Prins Hendrikstraat 32 Kaart (OSM)            | Benjamin Mozes Klein (1905-1943)                                                                             |
|            | HIER WOONDE ELIZABETH KLEIN- DE WINTER GEB. 1864 GEDEPORTEERD 1943 SOBIBOR VERMOORD 16.4.1943                        | Prins Hendrikstraat 32 Kaart (OSM)            | Elizabeth Klein-de Winter (1864-1943)                                                                        |
|            | HIER WOONDE JANETTE KLERK- ANDRIESSE GEB. 1866 GEDEPORTEERD 1943 SOBIBOR VERMOORD 16.4.1943                          | Kleine Berg 19 Kaart (OSM)                    | Janette Klerk-Andriesse (1866-1943)                                                                          |
|            | HIER WOONDE MIETJE KOPPENS- DE WIT GEB. 1857 GEINTERNEERD 1942 VUGHT OVERLEDEN 13.2.1943                             | Rechtestraat 63 Kaart (OSM)                   | Mietje Koppens-de Wit (1857-1943)                                                                            |
|            | HIER WOONDE CELINE KRANT- GOUDSMIT GEB. 1918 GEDEPORTEERD 1944 AUSCHWITZ VERMOORD 31.5.1945                          | Prins Hendrikstraat 46 Kaart (OSM)            | Celine Krant-Goudsmit (1918-1945)                                                                            |
|            | HIER WOONDE CHASKEL KURZ GEB. 1874 GEDEPORTEERD 1944 AUSCHWITZ VERMOORD 6.9.1944                                     | Huijgenslaan 2 Kaart (OSM)                    | Chaskel Kurz (1874-1944)                                                                                     |
|            | HIER WOONDE WILHELM IZAAK KURZ GEB. 1903 GEDEPORTEERD 1944 KDO LANGENBIELAU VERMOORD 22.3.1945                       | Huijgenslaan 2 Kaart (OSM)                    | Wilhelm Izaak Kurz (1903-1945)                                                                               |
|            | HIER WOONDE SIDONIE KURZ-KATZ GEB. 1882 GEDEPORTEERD 1944 AUSCHWITZ VERMOORD 6.9.1944                                | Huijgenslaan 2 Kaart (OSM)                    | Sidonie Kurz-Katz (1882-1944)                                                                                |
|            | HIER WOONDE KURT LOEWENSTEIN GEB. 1911 GEDEPORTEERD 1942 AUSCHWITZ VERMOORD 19.8.1942                                | Stratumseind 33 Kaart (OSM)                   | Kurt Loewenstein (1911-1942)                                                                                 |
|            | HIER WOONDE WALTER LOEWENSTEIN GEB. 1908 GEDEPORTEERD 1942 AUSCHWITZ VERMOORD 19.8.1942                              | Stratumseind 33 Kaart (OSM)                   | Walter Loewenstein (1908-1942)                                                                               |
|            | HIER WOONDE EVA MARKOVITS GEB. 1937 GEDEPORTEERD 1942 AUSCHWITZ VERMOORD 24.9.1942                                   | Sint Martinusstraat 31 Kaart (OSM)            | Eva Markovits (1937-1942)                                                                                    |
|            | HIER WOONDE JOSEPH MARKOVITS GEB. 1907 GEDEPORTEERD 1942 AUSCHWITZ VERMOORD 31.1.1943                                | Sint Martinusstraat 31 Kaart (OSM)            | Joseph Markovits (1907-1943)                                                                                 |
|            | HIER WOONDE KATHARINA MARKOVITS-WEISZ GEB. 1913 GEDEPORTEERD 1942 AUSCHWITZ VERMOORD 24.9.1942                       | Sint Martinusstraat 31 Kaart (OSM)            | Katharina Markovits-Weisz (1913-1942)                                                                        |
|            | HIER WOONDE ADALBERT MAYER GEB. 1913 GEDEPORTEERD 1943 AUSCHWITZ VERMOORD 24.9.1943                                  | Maria Stuartstraat 6 Kaart (OSM)              | Adalbert Mayer (1919-1944)                                                                                   |
|            | HIER WOONDE HANS MAYER GEB. 1919 GEDEPORTEERD 1942 AUSCHWITZ VERMOORD 31.3.1944                                      | Maria Stuartstraat 6 Kaart (OSM)              | Hans Mayer (1919-1944)                                                                                       |
|            | HIER WOONDE JACQUES ALBERT MONNICKENDAM GEB. 1922 GEDEPORTEERD 1945 DACHAU VERMOORD 2.4.1945                         | Potgieterstraat 13 Kaart (OSM)                | Jacques Albert Monnickendam (1922-1945)                                                                      |
|            | HIER WOONDE ABRAHAM MOSSEL GEB. 1915 GEDEPORTEERD 1944 KDO LANGENBIELAU VERMOORD 5.2.1945                            | Nicolaas Beetsstraat 5 Kaart (OSM)            | Abraham Mossel (1915-1945)                                                                                   |
|            | HIER LEEFDE MARCUS MOZES DE LEEUW GEB. 1864 DEPORTATIE 14-3-1944 VERMOORD IN AUSCHWITZ                               | Boschdijk 771 Kaart (OSM)                     | Marcus Mozes de Leeuw (1864-1944)                                                                            |
|            | HIER WOONDE ELLA LEVY GEB. 1890 GEDEPORTEERD 1942 AUSCHWITZ VERMOORD 3.9.1942                                        | Tongelresestraat 4 Kaart (OSM)                | Ella Levy (1890-1942)                                                                                        |
|            | HIER WOONDE MORITZ LEVY GEB. 1897 GEDEPORTEERD 1942 AUSCHWITZ VERMOORD 31.3.1944                                     | Tongelresestraat 4 Kaart (OSM)                | Moritz Levy (1897-1944)                                                                                      |
|            | HIER WOONDE ADELHEID LEVY- HEIJMANN GEB. 1865 GEDEPORTEERD 1943 SOBIBOR VERMOORD 23.7.1943                           | Helmerslaan 33 Kaart (OSM)                    | Adelheid Levy-Heijmann (1865-1943)                                                                           |
|            | HIER WOONDE HELMUT LOEWENSTEIN GEB. 1934 GEDEPORTEERD 1943 AUSCHWITZ VERMOORD 19.11.1943                             | Demer 39 Kaart (OSM)                          | Helmut Loewenstein (1934-1943)                                                                               |
|            | HIER WOONDE MAX LOEWENSTEIN GEB. 1905 GEDEPORTEERD 1943 AUSCHWITZ VERMOORD 31.5.1945                                 | Demer 39 Kaart (OSM)                          | Max Loewenstein (1905-1945)                                                                                  |
|            | HIER WOONDE HERMINE MAIJER GEB. 1881 GEDEPORTEERD 1943 AUSCHWITZ VERMOORD 16.4.1943                                  | Sophia van Wurttemberglaan 39 Kaart (OSM)     | Hermine Snatager-Maijer (1881-1943)                                                                          |
|            | HIER WOONDE HEINZ WOLFGANG MALLISON GEB. 1906 GEDEPORTEERD 1943 AUSCHWITZ VERMOORD 19.1.1944                         | Nicolaas Beetsstraat 29 Kaart (OSM)           | Heinz Wolfgang Mallison (1906-1944)                                                                          |
|            | HIER WOONDE KLARA MALLISON- HAENFLEIN GEB. 1869 GEDEPORTEERD 1943 SOBIBOR VERMOORD 2.7.1946                          | Nicolaas Beetsstraat 29 Kaart (OSM)           | Klara Mallison-Haenflein (1869-1943)                                                                         |
|            | HIER WOONDE HENRIETTE ELISE MANN-FLES GEB. 1908 GEDEPORTEERD 1944 AUSCHWITZ VERMOORD 16.4.1945 TIJDENS DODENMARS     | Pasteurlaan 39 Kaart (OSM)                    | Henriette Elise Mann-Fles (1908-1945)                                                                        |
|            | HIER WOONDE SALOMON MEIBOOM GEB. 1909 GEDEPORTEERD 1942 SEIBERSDORF VERMOORD 31.3.1943                               | Guido Gezellestraat 39 Kaart (OSM)            | Salomon Meiboom (1909-1943)                                                                                  |
|            | HIER LEEFDE FRIEDA MENDEL- ZWARTVERVER GEB. 1895 DEPORTATIE 14-3-1944 VERMOORD IN AUSCHWITZ                          | Boschdijk 771 Kaart (OSM)                     | Frieda Mendel-Zwartverver (1895-1944)                                                                        |
|            | HIER WOONDE ROSA MENDELS- MAIJER GEB. 1878 GEDEPORTEERD 1943 SOBIBOR VERMOORD 23.4.1943                              | Sophia van Wurttemberglaan 39 Kaart (OSM)     | Rosa Mendels-Maijer (1878-1943)                                                                              |
|            | HIER WOONDE JULIUS MOGENDORFF GEB. 1883 GEDEPORTEERD 1942 AUSCHWITZ VERMOORD 3.9.1942                                | Jan Luikenstraat 32 Kaart (OSM)               | Julius Mogendorff (1883-1942)                                                                                |
|            | HIER WOONDE IDA MOGENDORFF- WEINBERG GEB. 1886 GEDEPORTEERD 1942 AUSCHWITZ VERMOORD 3.9.1942                         | Jan Luikenstraat 32 Kaart (OSM)               | Ida Mogendorff-Weinberg (1886-1942)                                                                          |
|            | HIER WOONDE ABRAHAM MOZES NOACH GEB. 1893 GEDEPORTEERD 1943 KAMP VUGHT OVERLEDEN IN KDO LANGENBIELAU 21.1.1945       | Sint Catharinastraat 4 Kaart (OSM)            | Abraham Mozes Noach (1893-1945)                                                                              |
|            | HIER WOONDE JULES FREDERIK NOACH GEB. 1923 GEDEPORTEERD 1943 KAMP VUGHT VERMOORD 28.2.1945 DACHAU                    | Sint Catharinastraat 4 Kaart (OSM)            | Jules Frederik Noach (1923-1945)                                                                             |
|            | HIER WOONDE MAX JACQUES NOACH GEB. 1920 GEDEPORTEERD 1943 KAMP VUGHT VERMOORD 28.2.1945 DACHAU                       | Sint Catharinastraat 4 Kaart (OSM)            | Max Jacques Noach (1920-1945)                                                                                |
|            | HIER WOONDE ESTER GRIETJE NOACH-COHEN GEB. 1893 GEDEPORTEERD 1943 KAMP VUGHT VERMOORD 24.1.1945 AUSCHWITZ-BIRKENAU   | Sint Catharinastraat 4 Kaart (OSM)            | Ester Grietje Noach-Cohen (1893-1945)                                                                        |
|            | HIER WOONDE KARL OETTINGER GEB. 1867 GEDEPORTEERD 1944 THERESIENSTADT VERMOORD 25.11.1944                            | Lijsterlaan 20 Kaart (OSM)                    | Karl Oettinger (1867-1944)                                                                                   |
|            | HIER WOONDE MOSES OPPENHEIM GEB. 1892 GEDEPORTEERD 1944 AUSCHWITZ VERMOORD 30.9.1944                                 | Willemstraat 97 Kaart (OSM)                   | Moses Oppenheim (1892-1944)                                                                                  |
|            | HIER WOONDE DAVID ISRAEL OPPENHEIMER GEB. 1885 GEDEPORTEERD 1943 AUSCHWITZ VERMOORD 30.10.1944                       | Hertog Hendrik van Brabantplein 7 Kaart (OSM) | David Israel Oppenheimer (1885-1944)                                                                         |
|            | HIER WOONDE ROSALIE OPPENHEIMER- PAPPENHEIMER GEB. 1894 GEDEPORTEERD 1943 THERESIENSTADT VERMOORD 22.12.1943         | Hertog Hendrik van Brabantplein 7 Kaart (OSM) | Rosalie Oppenheimer-Pappenheimer (1894-1943)                                                                 |
|            | HIER WOONDE DORA OSSEDRIJVER GEB. 1934 GEDEPORTEERD 1943 SOBIBOR VERMOORD 9.4.1943                                   | Edelweisstraat 145 Kaart (OSM)                | Dora Ossedrijver (1934-1943)                                                                                 |
|            | HIER WOONDE JACQUES ALBERT OSSEDRIJVER GEB. 1911 GEDEPORTEERD 1943 SOBIBOR VERMOORD 9.4.1943                         | Edelweisstraat 145 Kaart (OSM)                | Jacques Albert Ossedrijver (1911-1943)                                                                       |
|            | HIER WOONDE ANNA OSSEDRIJVER- WINKEL GEB. 1913 GEDEPORTEERD 1943 SOBIBOR VERMOORD 9.4.1943                           | Edelweisstraat 145 Kaart (OSM)                | Anna Ossedrijver-Winkel (1913-1943)                                                                          |
|            | HIER LEEFDE WALTER CORNELIS HARRIJ PATAKY GEB. 1898 DEPORTATIE 14-3-1944 VERMOORD IN AUSCHWITZ                       | Boschdijk 771 Kaart (OSM)                     | Walter Cornelis Harrij Pataky (1898-1944)                                                                    |
|            | HIER WOONDE BERTHA PEPER- MONASCH GEB. 1881 GEDEPORTEERD 1942 AUSCHWITZ VERMOORD 23.11.1942                          | Stratumsedijk 59 Kaart (OSM)                  | Bertha Peper-Monasch (1881-1942)                                                                             |
|            | HIER WOONDE MANNAS POLAK GEB. 1877 GEDEPORTEERD 1942 AUSCHWITZ VERMOORD 11.12.1942                                   | Daguerrestraat 1 Kaart (OSM)                  | Mannas Polak (1877-1942)                                                                                     |
|            | HIER WOONDE DEBORA POLAK- COHEN GEB. 1880 GEDEPORTEERD 1942 AUSCHWITZ VERMOORD 11.12.1942                            | Daguerrestraat 1 Kaart (OSM)                  | Debora Polak-Cohen (1880-1942)                                                                               |
|            | HIER WOONDE EVA POLANUS- VAN BOELE GEB. 1911 GEDEPORTEERD 1943 AUSCHWITZ VERMOORD 31.1.1944                          | Stratumseind 14 Kaart (OSM)                   | Eva Polanus-van Boele (1911-1944)                                                                            |
|            | HIER WOONDE MOZES PRESSER GEB. 1886 GEDEPORTEERD 1942 AUSCHWITZ VERMOORD 15.10.1942                                  | Lavendellaan 122 Kaart (OSM)                  | Mozes Presser (1886-1942)                                                                                    |
|            | HIER WOONDE THERESE PRESSER- POLAK GEB. 1882 GEDEPORTEERD 1943 AUSCHWITZ VERMOORD 14.1.1943                          | Lavendellaan 122 Kaart (OSM)                  | Therese Presser-Polak (1882-1943)                                                                            |
|            | HIER LEEFDE EVA DE RAAIJI GEB. 1890 DEPORTATIE 14-3-1944 VERMOORD IN AUSCHWITZ                                       | Boschdijk 771 Kaart (OSM)                     | Eva de Raaij (1890-1944)                                                                                     |
|            | HIER WOONDE ALEXANDER RIJSKIND GEB. 1921 GEDEPORTEERD 1942 AUSCHWITZ VERMOORD 31.1.1943                              | Petrus Dondersstraat 53 Kaart (OSM)           | Alexander Rijskind (1921-1943)                                                                               |
|            | HIER WOONDE SCHAIYA OSKAR ROSENBERG GEB. 1922 GEDEPORTEERD 1942 AUSCHWITZ VERMOORD 30.9.1942                         | Jonckbloetlaan 13 Kaart (OSM)                 | Schaiya Oskar Rosenberg (1922-1942)                                                                          |
|            | HIER LEEFDE MARIANNE THEKLA ROSENFELD GEB. 1884 DEPORTATIE 14-3-1944 VERMOORD IN AUSCHWITZ                           | Boschdijk 771 Kaart (OSM)                     | Marianne Thekla Rosenfeld (1884-1944)                                                                        |
|            | HIER WOONDE JACOB SACK GEB. 1902 GEVLUCHT IN DE DOOD 17.5.1940 TE WASSENAAR                                          | Musschenbroekstraat 68 Kaart (OSM)            | Jacob Sack (1902-1940)                                                                                       |
|            | HIER WOONDE BERTHA SCHWARZ GEB. 1874 GEDEPORTEERD 1942 AUSCHWITZ VERMOORD 23.11.1942                                 | Prins Hendrikstraat 13 Kaart (OSM)            | Bertha Schwarz (1874-1942)                                                                                   |
|            | HIER WOONDE ARON SCHWARZKÄCHEL GEB. 1883 GEDEPORTEERD 1942 AUSCHWITZ VERMOORD 24.9.1942                              | Margrietstraat 58 Kaart (OSM)                 | Aron Schwarzkächel (1883-1942)                                                                               |
|            | HIER WOONDE JULIUS JACOB SCHWEITZER GEB. 1899 GEDEPORTEERD 1943 SOBIBOR VERMOORD 21.5.1943                           | Frederika van Pruisenweg 25 Kaart (OSM)       | Julius Jacob Schweitzer (1899-1943)                                                                          |
|            | HIER WOONDE AUGUSTA CHARLOTTE SCHWEITZER-ALTMANN GEB. 1910 GEDEPORTEERD 1943 SOBIBOR VERMOORD 21.5.1943              | Frederika van Pruisenweg 25 Kaart (OSM)       | Augusta Charlotte Schweitzer-Altmann (1910-1943)                                                             |
|            | HIER LEEFDE SOPHIA SERPHOS GEB. 1891 DEPORTATIE 14-3-1944 VERMOORD IN AUSCHWITZ                                      | Boschdijk 771 Kaart (OSM)                     | Sophia Serphos (1891-1944)                                                                                   |
|            | HIER WOONDE THEODORE SILVERENBERG GEB. 1864 GEDEPORTEERD 1942 AUSCHWITZ VERMOORD 23.11.1942                          | Hendrik Casimirstraat 21 Kaart (OSM)          | Theodore Silverenberg (1864-1942)                                                                            |
|            | HIER WOONDE LYDIA AMALIA SLAGER-JACOBS GEB. 1905 GEDEPORTEERD 1944 AUSCHWITZ VERMOORD 5.5.1945 TIJDENS DODENMARS     | Wal 31 Kaart (OSM)                            | Lydia Amalia Slager-Jacobs (1905-1945)                                                                       |
|            | HIER WOONDE HELENA SLIJPER- VAN STAVEREN GEB. 1909 GEDEPORTEERD 1944 AUSCHWITZ VERMOORD 28.1.1944                    | Lijsterlaan 11 Kaart (OSM)                    | Helena Slijper-van Staveren (1909-1944)                                                                      |
|            | HIER LEEFDE JACOBUS SNIJTSELAAR GEB. 1896 DEPORTATIE 14-3-1944 VERMOORD IN AUSCHWITZ                                 | Boschdijk 771 Kaart (OSM)                     | Jacobus Snijtselaar (1896-1944)                                                                              |
|            | HIER WOONDE ELIAS STIBBE GEB. 1904 GEDEPORTEERD 1942 MAUTHAUSEN VERMOORD 5.1.1943                                    | Mathildelaan 17 Kaart (OSM)                   | Elias Stibbe (1904-1943)                                                                                     |
|            | HIER WOONDE BAREND STOKVIS GEB. 1905 GEDEPORTEERD 1944 AUSCHWITZ VERMOORD 28.2.1945 TIJDENS TRANSPORT                | Albertina van Nassaustraat 18 Kaart (OSM)     | Barend Stokvis (1904-1943)                                                                                   |
|            | HIER WOONDE MIRJAM HENRIËTTE STOKVIS GEB. 1936 GEDEPORTEERD 1944 AUSCHWITZ LOT ONBEKEND                              | Albertina van Nassaustraat 18 Kaart (OSM)     | Mirjam Henriëtte Stokvis (1936-1944)                                                                         |
|            | HIER WOONDE LEVIE SWAAB GEB. 1887 GEDEPORTEERD 1944 AUSCHWITZ VERMOORD 28.3.1945 TIJDENS DODENMARS                   | Petrus Dondersstraat 22 Kaart (OSM)           | Levie Swaab (1887-1945)                                                                                      |
|            | HIER WOONDE JOHANNES FRANS AGE SWART GEB. 1932 GEVLUCHT IN DE DOOD 16.5.1940 TE WASSENAAR                            | Musschenbroekstraat 68 Kaart (OSM)            | Johannes Frans Age Swart (1932-1940)                                                                         |
|            | HIER WOONDE ROBERT WILLEM SWART GEB. 1933 GEVLUCHT IN DE DOOD 16.5.1940 TE WASSENAAR                                 | Musschenbroekstraat 68 Kaart (OSM)            | Robert Willem Swart (1933-1940)                                                                              |
|            | HIER WOONDE FRITZ TANNENWALD GEB. 1924 GEDEPORTEERD 1942 AUSCHWITZ VERMOORD 30.9.1942                                | Jonckbloetlaan 13 Kaart (OSM)                 | Fritz Tannenwald (1924-1942)                                                                                 |
|            | HIER WOONDE HANS TOBIAS GEB. 1908 GEDEPORTEERD 1942 AUSCHWITZ VERMOORD 31.3.1944                                     | Van Meursstraat 10 Kaart (OSM)                | Hans Tobias (1908-1944)                                                                                      |
|            | HIER LEEFDE MAURITS MORDECHAI VAS DIAS GEB. 1891 DEPORTATIE 14-3-1944 VERMOORD IN AUSCHWITZ                          | Boschdijk 771 Kaart (OSM)                     | Maurits Mordechai Vas Dias (1891-1944)                                                                       |
|            | HIER WOONDE CLARA VELLEMAN GEB. 1939 GEDEPORTEERD 1943 SOBIBOR VERMOORD 2.7.1943                                     | Distelstraat 24 Kaart (OSM)                   | Clara Velleman (1939-1943)                                                                                   |
|            | HIER WOONDE ESTHER VELLEMAN GEB. 1935 GEDEPORTEERD 1943 SOBIBOR VERMOORD 2.7.1943                                    | Distelstraat 24 Kaart (OSM)                   | Esther Velleman (1935-1943)                                                                                  |
|            | HIER WOONDE LEVIE VELLEMAN GEB. 1906 GEDEPORTEERD 1942 AUSCHWITZ VERMOORD 14.8.1942                                  | Distelstraat 24 Kaart (OSM)                   | Levie Velleman (1906-1942)                                                                                   |
|            | HIER WOONDE MARIANNA VELLEMAN GEB. 1936 GEDEPORTEERD 1943 SOBIBOR VERMOORD 2.7.1943                                  | Distelstraat 24 Kaart (OSM)                   | Marianna Velleman (1936-1943)                                                                                |
|            | HIER WOONDE MAURITS VELLEMAN GEB. 1907 GEDEPORTEERD 1943 SOBIBOR VERMOORD 2.7.1943                                   | Distelstraat 24 Kaart (OSM)                   | Maurits Velleman (1907-1943)                                                                                 |
|            | HIER WOONDE REBECCA VELLEMAN- CARDOZO GEB. 1909 GEDEPORTEERD 1943 SOBIBOR VERMOORD 2.7.1943                          | Distelstraat 24 Kaart (OSM)                   | Rebecca Velleman-Cardozo (1909-1943)                                                                         |
|            | HIER WOONDE ANDREAS VAN VLIJMEN GEB. 1866 GEDEPORTEERD 1943 SOBIBOR VERMOORD 23.4.1943                               | Jan Luikenstraat 1 Kaart (OSM)                | Andreas van Vlijmen (1866-1943)                                                                              |
|            | HIER WOONDE BERNARD ANDRÉ VAN VLIJMEN GEB. 1929 GEDEPORTEERD 1944 AUSCHWITZ OVERLEDEN AAN DE GEVOLGEN 9.5.1945       | Gaailaan 5 Kaart (OSM)                        | Bernard André van Vlijmen (1929-1945)                                                                        |
|            | HIER WOONDE JOSEPH VAN VLIJMEN GEB. 1901 GEDEPORTEERD 1944 AUSCHWITZ OVERLEDEN AAN DE GEVOLGEN 14.8.1945             | Gaailaan 5 Kaart (OSM)                        | Joseph van Vlijmen (1901-1945)                                                                               |
|            | HIER WOONDE MARIANNE VAN VLIJMEN-EPSTEIN GEB. 1871 GEDEPORTEERD 1943 SOBIBOR VERMOORD 23.4.1943                      | Jan Luikenstraat 1 Kaart (OSM)                | Marianne van Vlijmen-Epstein (1871-1943)                                                                     |
|            | HIER WOONDE KURT VOGEL GEB. 1899 GEDEPORTEERD 1943 SOBIBOR VERMOORD 23.4.1943                                        | Sint Odastraat 22 Kaart (OSM)                 | Kurt Vogel (1899-1943)                                                                                       |
|            | HIER WOONDE GERTRUD VOGEL- LOEWENSTEIN GEB. 1904 GEDEPORTEERD 1942 AUSCHWITZ VERMOORD 30.9.1942                      | Sint Odastraat 22 Kaart (OSM)                 | Gertrud Vogel-Loewenstein (1904-1942)                                                                        |
|            | HIER WOONDE ABRAHAM DE VRIES GEB. 1925 GEDEPORTEERD 1943 AUSCHWITZ VERMOORD 24.9.1943                                | Van Meursstraat 8 Kaart (OSM)                 | Abraham de Vries (1925-1943)                                                                                 |
|            | HIER WOONDE CHARLES DE VRIES GEB. 1927 GEDEPORTEERD 1943 SOBIBOR VERMOORD 16.4.1943                                  | Willem de Zwijgerstraat 30 Kaart (OSM)        | Charles de Vries (1927-1943)                                                                                 |
|            | HIER WOONDE DAVID DE VRIES GEB. 1886 GEDEPORTEERD 1941 MAUTHAUSEN VERMOORD 13.11.1942                                | Margrietstraat 44 Kaart (OSM)                 | David de Vries (1886-1942)                                                                                   |
|            | HIER WOONDE ISIDOR DE VRIES GEB. 1876 GEDEPORTEERD 1943 SOBIBOR VERMOORD 16.4.1943                                   | Willem de Zwijgerstraat 30 Kaart (OSM)        | Isidor de Vries (1876-1943)                                                                                  |
|            | HIER WOONDE NATHAN DE VRIES GEB. 1897 GEDEPORTEERD 1944 AUSCHWITZ VERMOORD 31.8.1944                                 | Van Meursstraat 8 Kaart (OSM)                 | Nathan de Vries (1897-1944)                                                                                  |
|            | HIER WOONDE SOPHIA EVA DE VRIES-BOSMAN GEB. 1899 GEDEPORTEERD 1944 AUSCHWITZ VERMOORD 22.5.1944                      | Van Meursstraat 8 Kaart (OSM)                 | Sophia Eva de Vries-Bosman (1899-1944)                                                                       |
|            | HIER WOONDE THEODORA DE VRIES- HARINGMAN GEB. 1883 GEDEPORTEERD 1943 SOBIBOR VERMOORD 28.5.1943                      | Margrietstraat 44 Kaart (OSM)                 | Theodora de Vries-Haringman (1883-1943)                                                                      |
|            | HIER WOONDE HENRIËTTA HELENA DE VRIES-VECHT GEB. 1890 GEDEPORTEERD 1943 SOBIBOR VERMOORD 16.4.1943                   | Willem de Zwijgerstraat 30 Kaart (OSM)        | Henriëtte Helena de Vries-Vecht (1890-1943)                                                                  |
|            | HIER WOONDE ROSA SARA WACHNER-ARON GEB. 1880 GEDEPORTEERD 1944 AUSCHWITZ VERMOORD 8.4.1944                           | Helmerslaan 33 Kaart (OSM)                    | Rosa Sara Wachner-Aron (1880-1944)                                                                           |
|            | HIER LEEFDE MEIJER WATERMANN GEB. 1906 DEPORTATIE 14-3-1944 VERMOORD IN AUSCHWITZ                                    | Boschdijk 771 Kaart (OSM)                     | Meijer Watermann (1906-1944)                                                                                 |
|            | HIER WOONDE HIJMAN WEGLOOP GEB. 1917 GEDEPORTEERD 1944 AUSCHWITZ VERMOORD 15.3.1945 TIJDENS DODENMARS                | Kruisstraat 10c Kaart (OSM)                   | Hijman Wegloop (1917-1945)                                                                                   |
|            | HIER WOONDE JACOB WEGLOOP GEB. 1926 GEDEPORTEERD 1944 AUSCHWITZ VERMOORD 6.3.1945 TIJDENS DODENMARS                  | Kruisstraat 10c Kaart (OSM)                   | Jacob Wegloop (1926-1945)                                                                                    |
|            | HIER WOONDE MAURITZ WEGLOOP GEB. 1927 GEDEPORTEERD 1944 AUSCHWITZ VERMOORD 15.3.1945 TIJDENS DODENMARS               | Kruisstraat 10c Kaart (OSM)                   | Mauritz Wegloop (1927-1945)                                                                                  |
|            | HIER WOONDE AMALIA WEGLOOP- SASSEN GEB. 1892 GEDEPORTEERD 1944 AUSCHWITZ VERMOORD 6.9.1944                           | Kruisstraat 10c Kaart (OSM)                   | Amalia Wegloop-Sassen (1892-1944)                                                                            |
|            | HIER WOONDE ELEMER WEISZ GEB. 1905 GEDEPORTEERD 1942 AUSCHWITZ VERMOORD 31.1.1943                                    | Wattstraat 39 Kaart (OSM)                     | Elemer Weisz (1905-1943)                                                                                     |
|            | HIER WOONDE ELIAS WERTHEIM GEB. 1920 GEDEPORTEERD 1943 MAUTHAUSEN VERMOORD 16.2.1945                                 | Petrus Dondersstraat 24 Kaart (OSM)           | Elias Wertheim (1920-1945)                                                                                   |
|            | HIER WOONDE EMILIE EMMA WERTHEIM GEB. 1909 GEDEPORTEERD 1943 KAMP VUGHT OVERLEDEN AAN DE GEVOLGEN 9.12.1943          | Petrus Dondersstraat 24 Kaart (OSM)           | Emilie Emma Wertheim (1909-1943)                                                                             |
|            | HIER WOONDE HERMAN WERTHEIM GEB. 1912 GEDEPORTEERD 1942 AUSCHWITZ VERMOORD 15.5.1944                                 | Petrus Dondersstraat 24 Kaart (OSM)           | Herman Wertheim (1912-1944)                                                                                  |
|            | HIER WOONDE HESTER WERTHEIM- COHEN GEB. 1883 GEDEPORTEERD 1944 AUSCHWITZ VERMOORD 31.12.1944                         | Petrus Dondersstraat 24 Kaart (OSM)           | Hester Wertheim-Cohen (1883-1944)                                                                            |
|            | HIER WOONDE JOLAN WIENER- GRÜNFELD GEB. 1891 GEDEPORTEERD 1943 SOBIBOR VERMOORD 16.4.1943                            | Willemstraat 65 Kaart (OSM)                   | Jolan Wiener-Grünfeld (1891-1943)                                                                            |
|            | HIER LEEFDE MEIJER DAVID VAN DER WIJK GEB. 1885 DEPORTATIE 14-3-1944 VERMOORD IN AUSCHWITZ                           | Boschdijk 771 Kaart (OSM)                     | Meijer David van der Wijk (1885-1944)                                                                        |
|            | HIER WOONDE BENDIK WIJNBERGEN GEB. 1908 GEDEPORTEERD 1943 AUSCHWITZ VERMOORD 1.1.1944                                | Potgieterstraat 13 Kaart (OSM)                | Bendik Wijnbergen (1908-1944)                                                                                |
|            | HIER WOONDE MARCEL WIJNBERGEN GEB. 1918 GEDEPORTEERD 1942 AUSCHWITZ VERMOORD 31.3.1944                               | Guido Gezellestraat 39 Kaart (OSM)            | Marcel Wijnbergen (1918-1944)                                                                                |
|            | HIER WOONDE SALOMON WIJNBERGEN GEB. 1873 GEDEPORTEERD 1943 SOBIBOR VERMOORD 11.6.1943                                | Guido Gezellestraat 39 Kaart (OSM)            | Salomon Wijnbergen (1873-1943)                                                                               |
|            | HIER WOONDE ELISABETH WIJNBERGEN-KOSTEN GEB. 1881 GEDEPORTEERD 1943 SOBIBOR VERMOORD 11.6.1943                       | Guido Gezellestraat 39 Kaart (OSM)            | Elisabeth Wijnbergen-Kosten (1881-1943)                                                                      |
|            | HIER WOONDE MAAN WIJZENBEEK GEB. 1909 VERZETSSTRIJDER VERMOORD 15-5-1944 AUSCHWITZ                                   | Heezerweg 229 Kaart (OSM)                     | Maan Wijzenbeek (1909-1944)                                                                                  |
|            | HIER WOONDE ISAAC WOLF GEB. 1880 GEDEPORTEERD 1943 SOBIBOR VERMOORD 14.5.1943                                        | Akkerstraat 13 Kaart (OSM)                    | Isaac Wolf (1880-1943)                                                                                       |
|            | HIER WOONDE ROSA JUDITH WOLF GEB. 1928 GEDEPORTEERD 1943 SOBIBOR VERMOORD 14.5.1943                                  | Akkerstraat 13 Kaart (OSM)                    | Rosa Judith Wolf (1928-1943)                                                                                 |
|            | HIER WOONDE SALOMON WOLF GEB. 1880 GEDEPORTEERD 1942 DUISBURG OVERLEDEN 30.10.1942                                   | Petrus Dondersstraat 41 Kaart (OSM)           | Salomon Wolf (1880-1942)                                                                                     |
|            | HIER WOONDE SALOMON WOLF GEB. 1927 GEDEPORTEERD 1943 SOBIBOR VERMOORD 14.5.1943                                      | Akkerstraat 13 Kaart (OSM)                    | Salomon Wolf (1927-1943)                                                                                     |
|            | HIER WOONDE SARA ESTHER WOLF- WIJNBERGEN GEB. 1890 GEDEPORTEERD 1943 SOBIBOR VERMOORD 14.5.1943                      | Akkerstraat 13 Kaart (OSM)                    | Sarah Esther Wolf-Wijnbergen (1890-1943)                                                                     |
|            | HIER WOONDE EMILE DE WOLFF GEB. 1917 GEDEPORTEERD 1944 AUSCHWITZ VERMOORD 12.10.1944                                 | Alberdingk Thijmlaan 18 Kaart (OSM)           | Emile de Wolff (1917-1944)                                                                                   |
|            | HIER WOONDE DAVID VAN DER WOUDE GEB. 1918 GEDEPORTEERD 1943 AUSCHWITZ VERMOORD 24.9.1943                             | 1e Franklinstraat 2 Kaart (OSM)               | David van der Woude (1918-1943)                                                                              |
|            | HIER WOONDE EMMA MARIE ZEEHANDELAAR GEB. 1907 GEVLUCHT IN DE DOOD 16.5.1940 TE WASSENAAR                             | Musschenbroekstraat 68 Kaart (OSM)            | Emma Marie Zeehandelaar (1907-1940)                                                                          |
|            | HIER WOONDE ROSETTE M.L. ZEEHANDELAAR-REENS GEB. 1875 GEVLUCHT IN DE DOOD 16.5.1940 TE WASSENAAR                     | Musschenbroekstraat 68 Kaart (OSM)            | Rosette Margaretha Louise Zeehandelaar-Reens (1875-1940)                                                     |

## Data van plaatsingen
- 10 mei 2009: 24 Stolpersteine op Boschdijk 771
- 4, 5 augustus 2009
- 3, 4 augustus 2010: tachtig Stolpersteine
- 28 april 2011: vier Stolpersteine op Sint Rochusstraat 33
- 22 juli 2011: vier Stolpersteine op Petrus Dondersstraat 24
- 18 september 2019: vier Stolpersteine op Pastoriestraat 87
- 19 mei 2022: vier Stolpersteine op Hertog Hendrik van Brabantplein 6, Lavendellaan 122
- 3 juni 2024: een Stolperstein op Hugo Verrieststraat 14
- 17 mei 2025: een Stolperstein op Heezerweg 229